# Asthenotricha malostigma
Asthenotricha malostigma là một loài bướm đêm trong họ Geometridae.